# Social Science Research Network
Das Social Science Research Network (SSRN) ist eine Website und ein Dokumentenserver für die schnelle Verbreitung von Forschungspapieren in den Sozialwissenschaften, Humanwissenschaften, Geisteswissenschaften und Wirtschaftswissenschaften.

## Open Access
Das Ziel von SSRN ist, dass Wissenschaftler ihre Forschung als Arbeitspapiere mittels Open Access verfügbar machen können, bevor sie nach dem Peer-Review in akademischen Zeitschriften veröffentlicht werden. Durch das kostenfreie Hochladen sollen Diskussionen zwischen Wissenschaftlern erleichtert werden.
Im Mai 2017 waren über 700.000 Dokumente im SSRN verfügbar.

## Geschichte
Im Jahr 1992 gründete Wayne Marr das Financial Economics Network (FEN). Daraus entstand mit Michael C. Jensen im Oktober 1994 das SSRN.
Seit Mai 2016 gehört SSRN zu dem Wissenschaftsverlag Elsevier. Die Übernahme wurde von Wissenschaftlern skeptisch kommentiert, die eine Beschränkung des Zugriffs durch den weltgrößten Verlag von Wissenschaftszeitschriften befürchteten.